# Okružná
Okružná (1927–1948 slowakisch „Kereštvej“ – bis 1927 auch „Kereštvík“; ungarisch Kiskőrösfő – bis 1907 Kőrösfő) ist eine Gemeinde im Osten der Slowakei mit 541 Einwohnern (Stand 31. Dezember 2024) im Okres Prešov, einem Teil des Prešovský kraj, und wird zur traditionellen Landschaft Šariš gezählt.

## Geographie
Die Gemeinde befindet sich am Nordrand des Gebirges Slanské vrchy am Oberlauf eines Zuflusses der Ladianka in Einzugsgebiet des Sekčov und weiter der Torysa. Das Ortszentrum liegt auf einer Höhe von 423 m n.m. und ist 13 Kilometer von Prešov entfernt.
Nachbargemeinden sind Trnkov im Norden, Lada im Nordosten. Šarišská Poruba im Nordosten und Osten, Pavlovce im Südosten, Podhradík im Süden, Vyšná Šebastová im Südwesten und Westen und Kapušany im Nordwesten.

## Geschichte

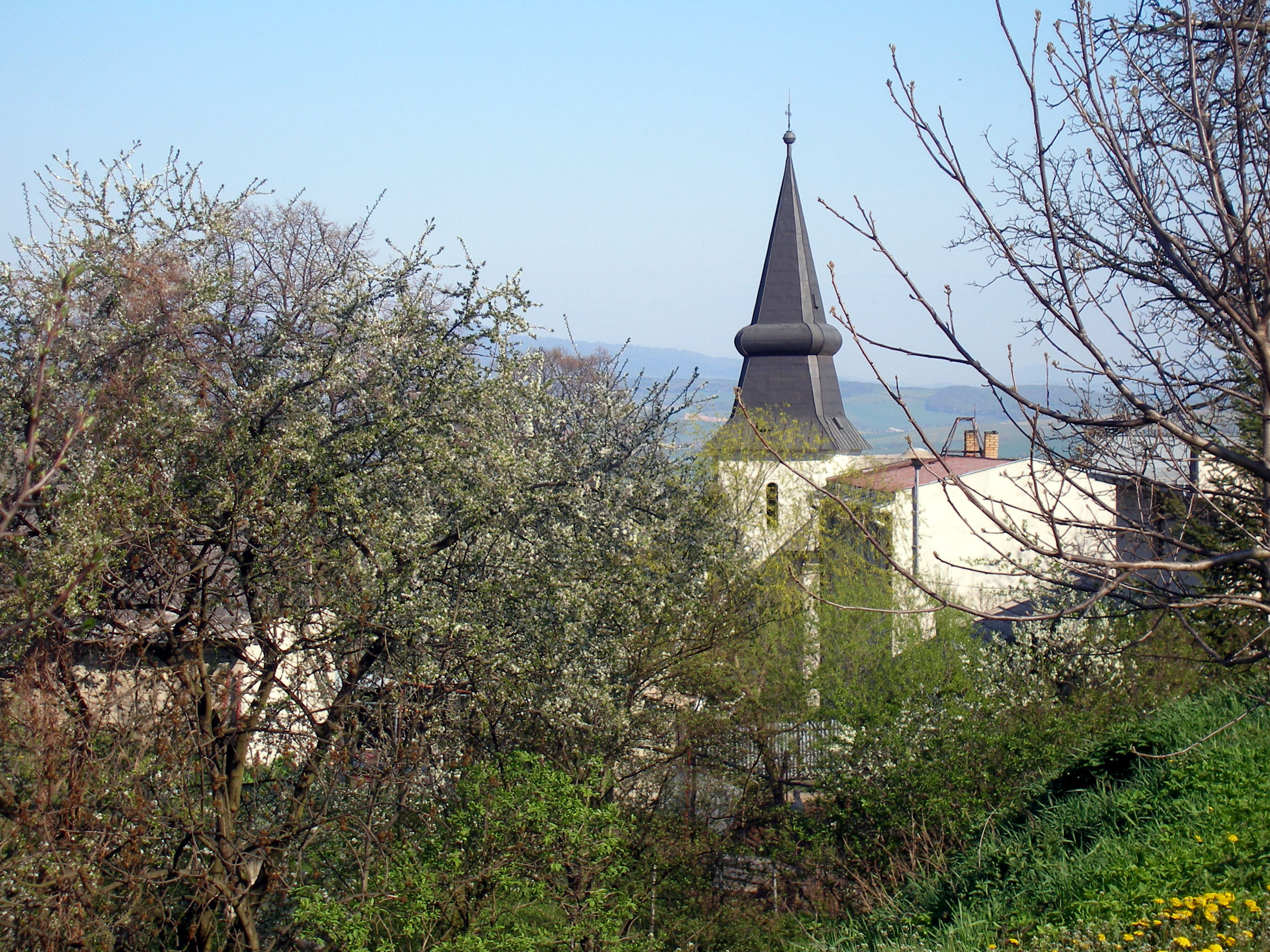
Kirche im Ort

Okružná wurde zum ersten Mal 1359 als Keuresfeu schriftlich erwähnt, weitere historische Bezeichnungen sind unter anderen Kerestowej (1773) und Kereštvík (1808). Das Dorf war Teil der Herrschaft von Šebastová, 1427 wurden 10 Porta verzeichnet. 1787 hatte die Ortschaft 41 Häuser und 248 Einwohner, 1828 zählte man 76 Häuser und 587 Einwohner, die als Fuhrleute, Schaf- und Viehhändler und Waldarbeiter beschäftigt waren.
Bis 1918/1919 gehörte der im Komitat Sáros liegende Ort zum Königreich Ungarn und danach zur Tschechoslowakei beziehungsweise heute Slowakei. Nach dem Zweiten Weltkrieg wurde die örtliche Einheitliche landwirtschaftliche Genossenschaft (Abk. JRD) im Jahr 1958 gegründet, ein Teil der Einwohner pendelte zur Arbeit nach Prešov, zudem gab es einen Steinbruch.

## Bevölkerung
| Jahr                | 1994 | 2004     | 2014    | 2024     |
| ------------------- | ---- | -------- | ------- | -------- |
| Anzahl der Personen | 390  | 443      | 479     | 541      |
| Unterschied         |      | +13,58 % | +8,12 % | +12,94 % |

| Jahr                | 2023 | 2024    |
| ------------------- | ---- | ------- |
| Anzahl der Personen | 530  | 541     |
| Unterschied         |      | +2,07 % |

Nach der Volkszählung 2011 wohnten in Okružná 462 Einwohner, davon 453 Slowaken, zwei Russinen und ein Tscheche. Zwei Einwohner gaben eine andere Ethnie an und vier Einwohner machten keine Angabe zur Ethnie.
268 Einwohner bekannten sich zur griechisch-katholischen Kirche, 176 Einwohner zur römisch-katholischen Kirche, 10 Einwohner zur Evangelischen Kirche A. B. und ein Einwohner zur orthodoxen Kirche. Drei Einwohner waren konfessionslos und bei vier Einwohnern wurde die Konfession nicht ermittelt.

## Baudenkmäler
- griechisch-katholische Erzengel-Michael-Kirche aus der zweiten Hälfte des 18. Jahrhunderts[6]

## Verkehr
Nach Okružná führt die Straße 3. Ordnung 3434 von Lada (Anschluss an die Straße 1. Ordnung 18) und Trnkov. Der nächste Bahnanschluss ist in Lada an der Bahnstrecke Strážske–Prešov.